# Ciro Menotti (alpino)
Ciro Menotti (Roma, 1919 – fronte russo, 24 dicembre 1942) è stato un militare italiano. 
Sottotenente di complemento del Corpo degli alpini, fu insignito della Medaglia d'oro al valor militare alla memoria per il coraggio dimostrato in combattimento durante la Seconda battaglia difensiva del Don.

## Biografia
Nacque a Roma nel 1919 discendente dalla famiglia del patriota Ciro si iscrisse alla facoltà di scienze politiche dell'Università di Roma, ma nel marzo 1941 rinunciò al beneficio del rinvio del servizio militare per arruolarsi volontario nel Regio Esercito. Dopo aver frequentato la Scuola Centrale Militare di alpinismo e il corso Allievi Ufficiali di complemento ad Avellino entrò nel corpo degli alpini come sottotenente di complemento, assegnato al 9° Reggimento della 3ª Divisione alpina "Julia". In seno alla 61ª Compagnia del Battaglione "Vicenza", nell'agosto 1942 partì per il fronte russo.
Cadde in combattimento il 24 dicembre 1942 ad ovest di quota 205,6, durante l'Operazione Piccolo Saturno, mentre andava al contrattacco delle forze nemiche. Inizialmente ferito al ventre rifiutò i soccorsi fino a che non fu nuovamente colpito a morte. Gli fu assegnata la Medaglia d'oro al valor militare, massima onorificenza italiana. Il Gruppo alpini di Fiorano (provincia di Modena) porta il suo nome.

### Annotazioni
1. ↑  Era pronipote di Celeste, il fratello del Martire del Risorgimento, Ciro Menotti (1798–1831).

### Fonti
1. 1 2 3 4  Bianchi, Cattaneo 2011, p. 345.
2. 1 2 3  Bianchi, Cattaneo 2011, p. 346.
3. ↑   MENOTTI Ciro, Medaglia d'oro al valor militare, su quirinale.it. URL consultato il 3 marzo 2016.